# Albomagister
Albomagister is een geslacht van schimmels uit de familie Tricholomataceae. De typesoort is Albomagister subaustralis.

## Soorten
Volgens Index Fungorum telt het geslacht drie soorten (peildatum februari 2023):
| Soortnaam                 | Auteur(s)                                              | Publicatiejaar |
| ------------------------- | ------------------------------------------------------ | -------------- |
| Albomagister alesandrii   | P.-A. Moreau, Bellanger, Biancardini & F. Rich.        | 2015           |
| Albomagister subaustralis | (A.H. Sm. & Hesler) Sánchez-García, Birkebak & Matheny | 2014           |
| Albomagister virgineus    | G. Corriol & P. Jargeat                                | 2018           |